# Celle di Macra
Celle di Macra (Sele dl'Arma in piemontese, Cèlas in occitano) è un comune italiano di 90 abitanti della provincia di Cuneo in Piemonte.

## Geografia fisica
Celle di Macra faceva parte della comunità montana Valle Maira.
Chi risale percorrendo la strada Provinciale n. 422 trova a sinistra, appena a monte di Macra (m 875), una diramazione che porta, dopo una breve discesa, a superare il torrente Maira per proseguire verso Celle ed Albaretto. Tralasciando il bivio per Albaretto, la strada raggiunge il punto in cui confluiscono il Vallone Intersile (destra) e il vallone Tibert (a sinistra), percorsi dalle acque provenienti rispettivamente dalle pendici di Punta Tempesta (m 2679) e di Monte Tibert (m 2647). La strada principale tiene a mano sinistra e, con numerosi tornanti che toccano le borgate di Bassura e Paschero, giunge al capoluogo e si trova nella Borgata Chiesa (m 1270, km 6 da Macra), correttamente indicato col nome Celle, benché all'intero comprensorio comunale spetti la specificazione di Macra.
Il territorio di Celle di Macra ha una curiosità geologica: è di origina marina così come quello della fascia centrale della Valle Maira comprendente le zone della Gardetta e di Elva. Vecchio di 160 milioni di anni, emerse dal profondo dell'oceano 65 milioni di anni fa sotto l'effetto di immani movimenti tettonici.
Vario ed attraente è il paesaggio naturale, segnato dagli effetti delle epoche glaciali e postglaciali. Stretto ed incassato nella parte inferiore, il Vallone di Celle si apre man mano che lo si risale fino ad offrire il panoramico Piano della Colla (m 1500) e gli ampi spazi delle ridenti conche che dai 2000 metri che coronano le sommità ai confini con la Valle Grana. Vi sono rappresentati tutti gli orizzonti alpini. Dalla fascia dei coltivi, un tempo prospera e ricca di vite, ma oggi inselvatichita, a quella vera e propria del bosco (soprattutto abeti, faggi e larici) si conclude con estesi pascoli delle quote più alte, punteggiati da rododendri e rocce.
Anche l'uomo ha contribuito alla bellezza del paesaggio disseminando nel vallone una dozzina di borgate che, malgrado i segni del tempo, hanno conservato lo stile originario. Numerose sono le case e le baite sparse nel comune. Celle di Macra fu in passato un luogo importante di raccordo fra le valli Maira e Grana, poiché vi transitava la mulattiera per Narbona e Castelmagno (oggi percorso GTA). Fitta è la rete di mulattiere e sentieri che collega le borgate ed il fondo valle così come con i valloni laterali di Combamala a est e di Marmora ad ovest. Recenti carrarecce hanno sostituito gli antichi tratturi nel servizio degli altri pascoli e delle relative grange.

## Storia
Celle deriva probabilmente dall'uso medioevale di battezzare i piccoli nuclei di monaci insediati dalle grandi abbazie in luoghi agresti per la cura sia delle anime che delle attività agro-pastorali. In quel caso, si sarebbe trattato di una dipendenza dell'abbazia di Villar San Costanzo. Non manca però un'altra interpretazione: il toponimo originerebbe dalla lingua locale dove con "selle" si sarebbero indicate le grandi cataste di legname raccolte sul territorio.

I più antichi documenti relativi a Celle risalgono dal 1280 e sono relativi ad arbitrati per oltre due secoli, ma con strascichi ancora nell'Ottocento, si tenta di risolvere contese concernenti i pascoli di confine con le comunità di Castelmagno in Valle Grana.

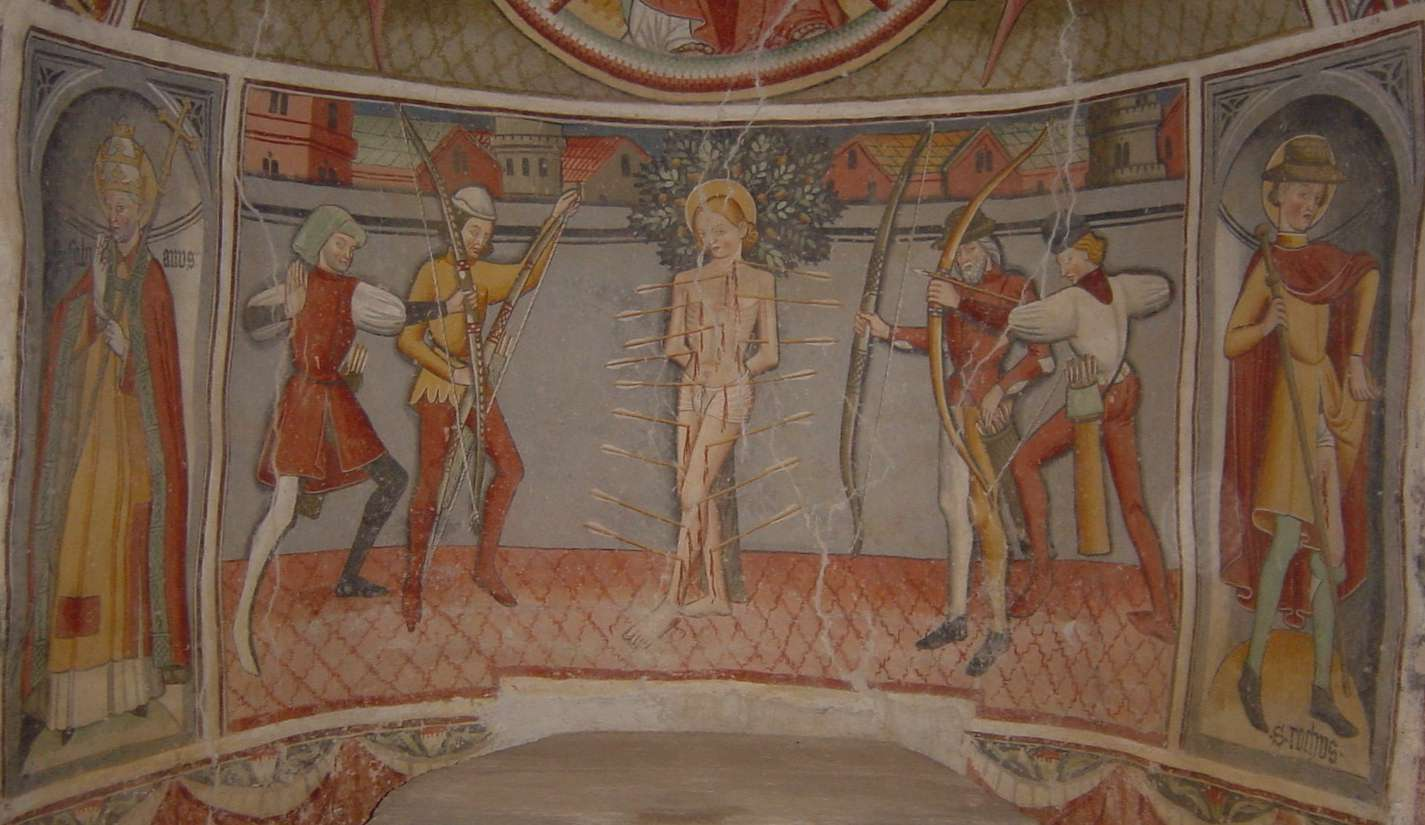
Giovanni Baleison, Martirio di San Sebastiano, affresco, 1496, Cappella di San Sebastiano

Appartenente dal secolo XIII al Marchesato di Saluzzo, Celle è uno dei dodici comuni della Valle che per secoli si reggono secondo "le buone consuetudini" formalizzate poi negli Statuti della Valle Maira. Con il Trattato di Lione del 1601 il territorio diviene possedimento sabaudo e feudo dapprima dei Cambiano di Ruffia, conti di Paglieres e Cartignano e, successivamente, dei cuneesi Ferraris di Celle. Durante le contese di religione del secolo XVI, Celle difende la sua identità cattolica, ancora oggi testimoniata dalla Baijo che si celebra ogni anno per Sant'Anna in Borgata Castellaro nell'ultima domenica di luglio. Truppe sabaude e franco-ispane passarono durante la campagna delle Alpi Occidentali del 1744 (Guerra di successione austriaca). Elevato è il contributo dei residenti nelle guerre mondiali del XX secolo che vedono molti cellesi impegnati sui fronti di guerra, incluso il coinvolgimento diretto del territorio locale nella lotta partigiana 1943-45. 

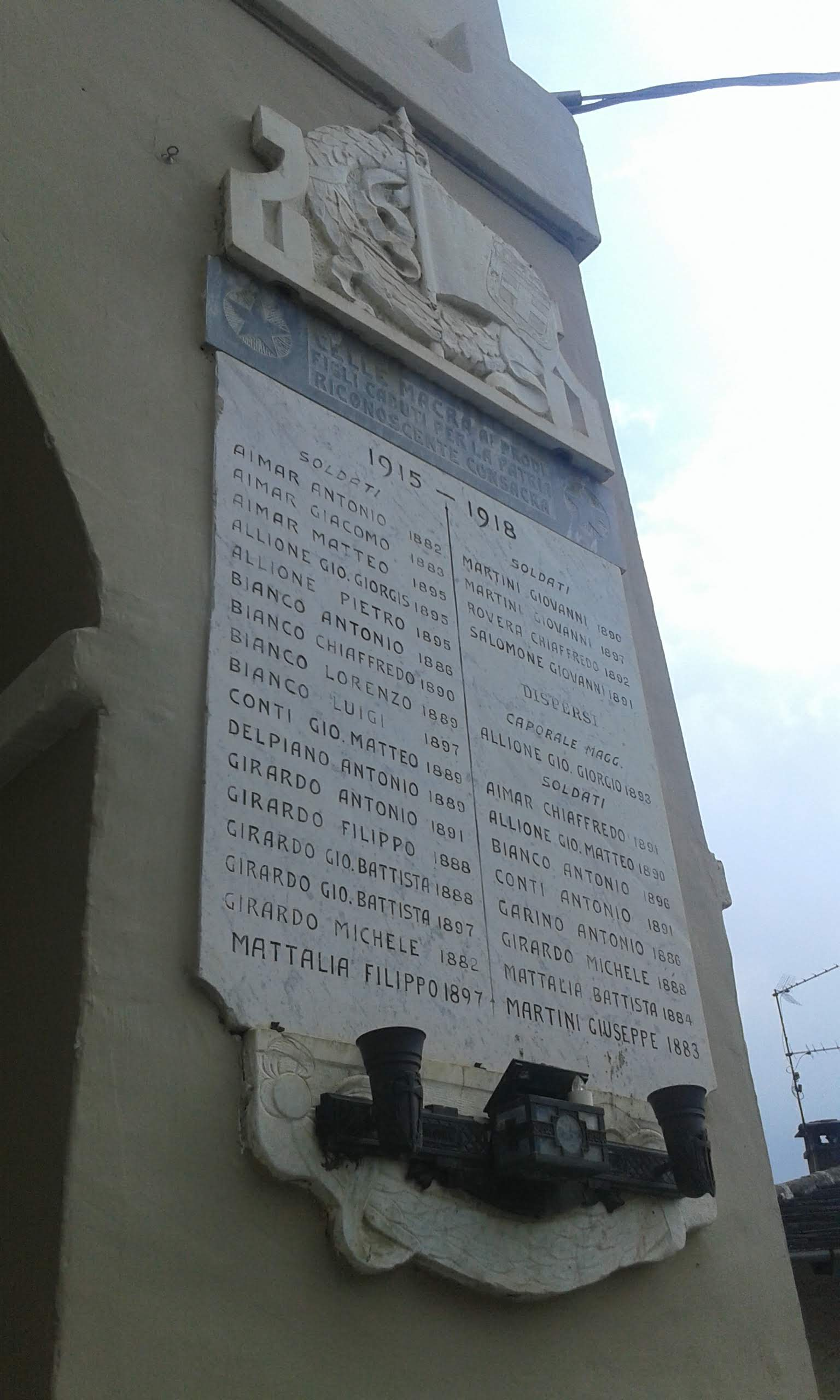
Lapide ai caduti della Prima Guerra Mondiale

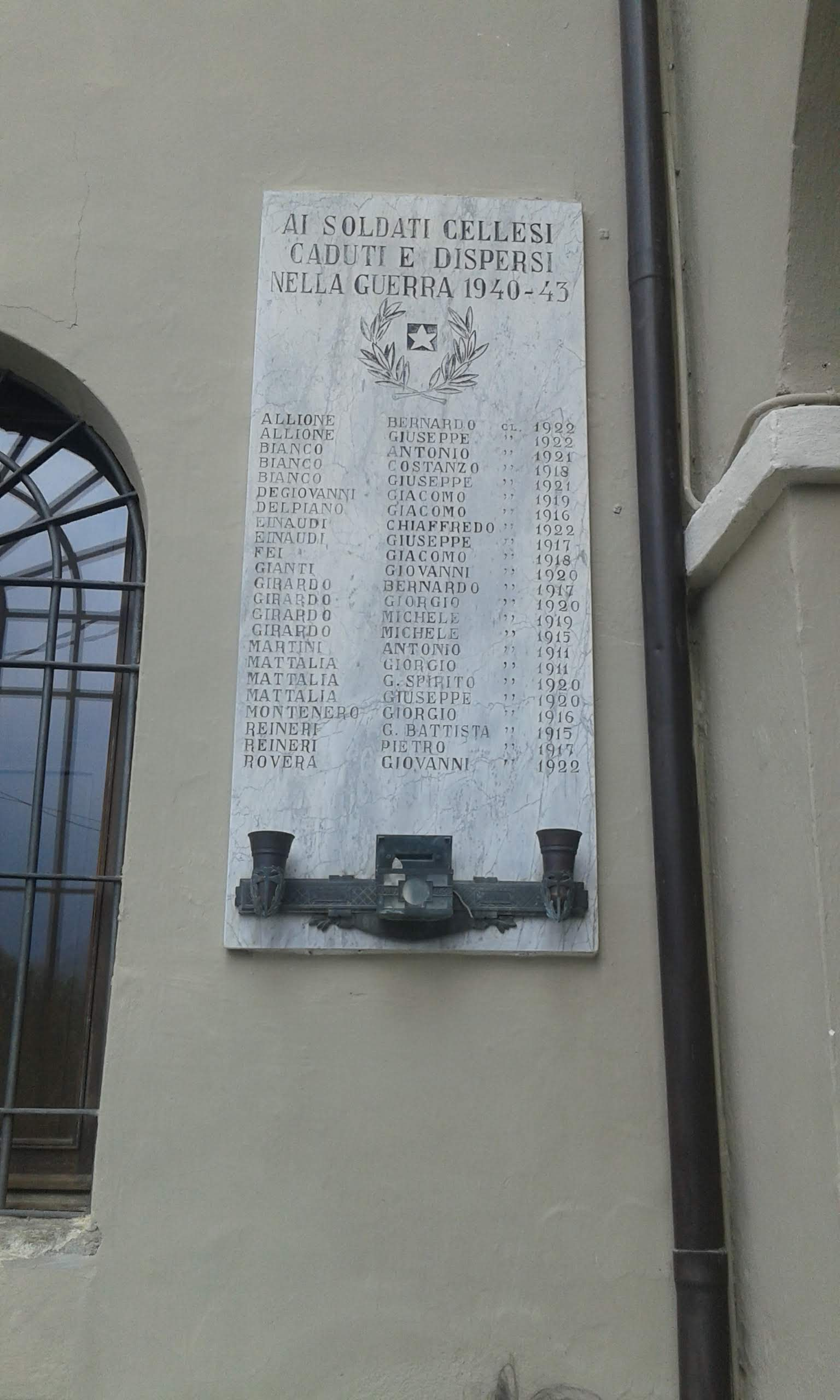
Lapide ai caduti della Seconda Guerra Mondiale

Caratteristica tra la popolazione è la professione di acciugaio ambulante (ancioè). Sviluppatasi nell'Ottocento quale integrazione delle attività agricole, ma secondo alcuni risalente a più antiche immigrazioni di origine spagnola, essa vede i cellesi percorrere dal tardo autunno fino alla primavera le strade di Piemonte e Lombardia (ma non solo) con carretti a mano, offrendo il pesce conservato sotto sale: un'attività stagionale che si trasforma progressivamente in permanente ed evolve con fortuna verso forme sempre più moderne di commercio. Il Museo Multimediale dei mestieri itineranti, sito nell'ex chiesa di San Rocco e specificamente riferito agli ancioè, è preziosa testimonianza di questo passato.

### Simboli
Lo stemma comunale e il gonfalone sono stati concessi con decreto del presidente della Repubblica del 27 febbraio 2009.
(D.P.R. 27.02.2009 concessione di stemma e gonfalone)
Il gonfalone è un drappo di bianco con la bordatura di azzurro.

## Monumenti e luoghi d'interesse
- Chiesa di San Giovanni Battista, al suo interno custodisce un polittico datato 1496, del fiammingo Hans Clemer, detto il Maestro d'Elva, attivo alla corte dei Marchesi di Saluzzo a cavallo fra i secoli XV e XVI. Si compone di cinque tavole. In quella centrale è raffigurata la Madonna con il Bambino sulle ginocchia. Ai lati, a figura intera, sono disposti i Santi Paolo, Pietro, San Giovanni Evangelista e Giovanni Battista. Altri Santi sono rappresentati a mezzo busto ed in tondi unitamente all'Annunciazione. Viene anche raffigurato il committente, il parroco Forneris.

- Cappella di San Sebastiano, nell'abside Martirio di San Sebastiano (1484), del pittore itinerante Giovanni Baleison di Demonte. Esemplari l'abbigliamento e l'armamento degli arcieri. Inquadrano la scena dei Santi Fabiano Papa e Rocco con, in alto, l'Eterno Padre in mandorla. Sulla parete laterale destra è rappresentato l'Inferno. In grandi riquadri sono descritti i peccati e le pene alle quali vengono sottoposti i dannati. Un demonio, indicato nominativamente, sovrintende ad ogni scena. A sinistra si trovano le anime destinate alla salvezza eterna, rappresentata dalla Gerusalemme Celeste popolata di Santi. In una striscia sottostante compaiono le Virtù di difficile lettura salvo la Fraternitas. L'altare, formato da un basamento dipinto coperto da una lastra di pietra, costituisce un raro esempio quattrocentesco.

A Giovanni Baleison è anche attribuita la madonna dipinta sul muro esterno di una casa del capoluogo situata all'imbocco dell'antica strada per il cimitero. Modeste, in contrasto, sono le figure che la contornano che sono di epoca successiva (secolo XVII).
Sempre in campo pittorico vanno citati i nove affreschi votivi che in diverse frazioni ha realizzato Giors Boneto tra il 1807 ed il 1808.
Da menzionare è il campanile romanico della chiesa parrocchiale così come la vicina antica chiesa di San Rocco risalente all'inizio del secondo millennio, ora recuperata quale edificio polifunzionale e sede del Museo degli Acciugai.
Tutte le borgate sono esempio di architettura spontanea alpina. Molte sono le case d'origine medievale, in alcune delle quali si riconoscono elementi d'epoca quali finestre e architravi in pietra. Spiccano due edifici con facciata a vela rispettivamente localizzati nelle borgate Castellaro e Combe. Entrambi sono stati recuperati. Il primo, detto Castello, gravemente danneggiato durante l'ultima guerra, è ora destinato alla sede del museo/laboratorio sulla costruzione alpina (il Cantonal).
Da segnalare sono i resti degli antichi mulini in borgata Combe ed il restauro del forno e delle pozze per la macerazione della canapa nella vicina borgata Sagna. Numerose sono le cappelle ed i piloni votivi scaglionati nelle borgate o lungo i tradizionali percorsi.

## Società

### Evoluzione demografica
Rispetto al censimento del 1871 in cui venne registrato il maggior numero di residenti, oggi il comune ha perso il 93,89% della popolazione complessiva.
Abitanti censiti

## Amministrazione
| Periodo        | Periodo        | Primo cittadino   | Partito      | Carica  | Note  |
| -------------- | -------------- | ----------------- | ------------ | ------- | ----- |
| 14 giugno 1999 | 14 giugno 2004 | Michelangelo Ghio | Indipendente | Sindaco | [ 6 ] |
| 14 giugno 2004 | 8 giugno 2009  | Marco Cucchietti  | Lista civica | Sindaco | [ 7 ] |
| 8 giugno 2009  | 26 maggio 2014 | Marco Cucchietti  | Lista civica | Sindaco | [ 8 ] |
| 26 maggio 2014 | 25 maggio 2019 | Antonio Garino    | Lista civica | Sindaco | [ 9 ] |